# Leipziger Schriftstellerinnen-Verein
Der Leipziger Schriftstellerinnen-Verein war ein Verein in Leipzig von 1890 bis 1920.

## Geschichte
1890 gründete Mathilde Clasen-Schmid mit weiteren   den Schriftstellerinnen-Verein in Leipzig. Er war das Pendant zum traditionsreichen  Leipziger Schriftstellerverein, der für Frauen nicht zugänglich war. Er war der erste weibliche literarische Verein im Deutschen Reich (es gab bis dahin nur den Verein der Schriftstellerinnen und Künstlerinnen in Wien). Mitglieder konnten Autorinnen und an Literatur interessierte Frauen werden. Hauptziel war es, Texte von Schriftstellerinnen bekannter zu machen. 
Es gab wöchentliche Treffen, zunächst in der Wohnung von Mathilde Clasen-Schmid. Dort wurden Manuskripte von Autorinnen vorgelesen und diskutiert, dazu ein Vortrag meist von Mathilde Clasen-Schmid gehalten und Vereinsangelegenheiten besprochen.
Seit etwa 1901 fanden die Versammlungen im Hotel Hochstein in der Carolinenstraße statt. Zwischen 1906 und 1912   gab es jeweils 30 Leipziger und 12 auswärtige Mitglieder.  Eine Mathilde Clasen-Schmid-Stiftung unterstützte den Verein seit 1909 finanziell.  1911 starb die Gründerin.
Neue Vorsitzende wurde Elisabeth Thielemann. Sie belebte die Vereinstätigkeit durch regelmäßige öffentliche Lesungen mit musikalischer Begleitung, die vom Leipziger Publikum gut besucht wurden. Es wurde auch ein Büro geschaffen, das Manuskripte von Autorinnen an Zeitschriftenredaktionen vermittelte und Honorare für Abdrucke einforderte. Die inhaltliche Ausrichtung wurde in dieser Zeit wesentlich traditioneller. 1916 gab es 48 Mitglieder.
1920 wurde der Leipziger Schriftstellerinnen-Verein aufgelöst. Die genauen Umstände sind unbekannt.

## Persönlichkeiten

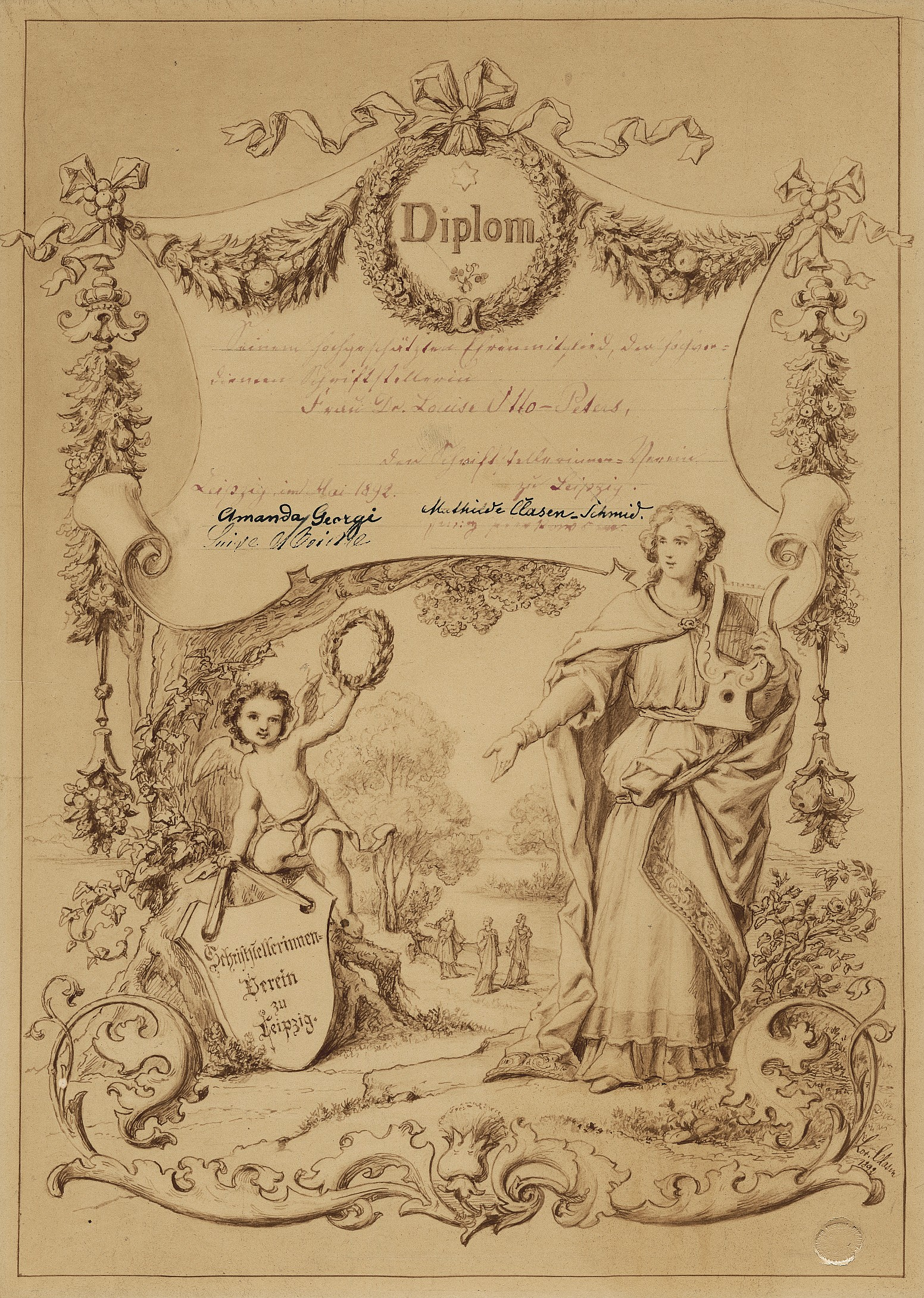
Diplom des Leipziger Schriftstellerinnen-Vereins für Louise Otto-Peters, 1892

Die meisten Mitglieder waren Autorinnen, deren Veröffentlichungen keine größere Bekanntheit hatten.
Vorsitzende
- Mathilde Clasen-Schmid, 1890–1911
- Elisabeth Thielemann, 1911–1920

Ehrenmitglieder
- Louise Otto-Peters, 1892 ernannt
- Auguste Schmidt, 1900 ernannt

Vorstandsmitglieder
- Jenny Schwabe, vor 1903–nach 1907, zweite Vorsitzende
- Helene Brachmann, vor 1903–nach 1907
- Clara Röthig, vor 1903–nach 1907
- Elisabeth Schmidt, um 1912–nach 1914, zweite Vorsitzende[7]

Weitere Mitglieder
- Louise Peterson (1828–1902), um 1883
- Lene Voigt, um 1911

## Publikationen
- Dichtung und Prosa Leipziger Frauen, anlässlich seines 25jährigen Bestehens herausgegeben vom Leipziger Schriftstellerinnen-Verein, Otto Nuschke, Leipzig 1914, mit sehr traditionell geprägten Texten
- Die Literarische Praxis, wurde als Vereinsorgan mitgenutzt